# Tordeuse des buissons
Archips rosana
Espèce
Archips rosana est une espèce de lépidoptères (papillons) de la famille des Tortricidae, originaire d'Europe.
Ce petit insecte est connu sous divers noms vernaculaires : tordeuse européenne, tordeuse des cerisiers, tordeuse des plantes horticoles, tordeuse des buissons.
C'est un ravageur des plantes par sa chenille qui dévore les jeunes feuilles, les bourgeons et les fruits en formation.
La gamme de plantes hôtes est très diversifiée et comprend des arbres fruitiers (poirier, pommier), des arbres et arbustes d'ornement (frêne, platane, tilleul, saule, etc.) et des arbrisseaux décoratifs ou fruitiers, comme le rosier, le chèvrefeuille ou le rhododendron, le groseillier, etc.
Il vit normalement dans les bois et les haies mais peut parfois se retrouver dans les vergers.

## Taxinomie

### Synonymes
Selon Catalogue of Life (30 août 2014) :
- Cacoecia hewittana Busck, 1920,
- Cacoecia laevigana Denis & Schiffermüller, 1776,)
- Cacoecia ochracea Dufrane, 1942,
- Cacoecia oxyacanthana Hübner, 1800,
- Cacoecia splendana Kennel, 1910,
- Cacoecia xylosteana Hübner, 1825,
- Lazotaenia nebulana Stephens, 1834,
- Pyralis variana Fabricius, 1787
- Tortrix ameriana Linnaeus, 1758,
- Tortrix avellana Linnaeus.